# Samsung Galaxy S III
Samsung Galaxy S III (ou Galaxy S3) é um smartphone com sistema Android 4.0 Ice Cream Sandwich e interface TouchWiz 4.0 anunciado pela Samsung em 29 de Maio de 2012, no Mobile World Congress. A Samsung fez várias versões do Galaxy S III, como o Galaxy S III Mini, o Galaxy S III Duos, o Galaxy S III Slim, o Galaxy S III Neo e o Galaxy S III 4G. O update Android 4.1.1 (Jelly Bean) já chegou a Portugal desde 21 de Novembro de 2012. Dia 4 de Novembro de 2013 a Samsung liberou o update Android 4.3 (Jelly Bean).

## Descrição
O Galaxy S III é o sucessor do Samsung Galaxy S II. Possui um processador Exynos 4 Quad de 1,4 GHz (baseado na arquitetura ARM Cortex A9) e uma GPU Mali-400 MP da ARM. (No Brasil o processador utilizado é ARM 7).
Este aparelho possui 1.4 GB de RAM, espessura de 8,6mm, tela HD Super AMOLED de 4,8" com a tecnologia Gorilla Glass e resolução 1280x720. Possui também uma câmera traseira de 8 megapixels com flash LED, que pode gravar vídeos em alta definição 1080p e uma frontal de 1,9 megapixels .
Foi um dos primeiros aparelhos a suportar a tecnologia Mobile High-Definition Link (MHL), que permite a transmissão de vídeo por saída HDMI em 1080p, usando o dispositivo ao mesmo tempo. Possui memória interna de 16/32/64 GB com entrada de cartão de memória até 64 GB. O aparelho vem com Game Hub, Music Hub, Social Hub, que integra redes sociais como Facebook e Twitter em um só lugar ao invés de aplicações separadas.
Outro recurso é a compatibilidade com a tecnologia HSPA+ (versão LTE, já lançada).
O Galaxy S III vem de fábrica com o sistema operacional Android Ice Cream Sandwich instalado, mas a fabricante liberou o update para o Android 4.3 Jelly Bean. O peso do celular é de 133 g.

## Mídia
O Galaxy S III vem com suporte para vários formatos de arquivos multimídia e codecs.
- Para áudio suporta FLAC, WAV, Vorbis, MP3, AAC, AAC+, eAAC+, WMA, AMR-NB, AMR-WB, MID, AC3, XMF
- Para imagem suporta JPEG, PNG, GIF, WBMP, BMP e AGIF; os codecs de vídeo MPEG4, H.264, H.263, DivX HD/XviD, VC-1
- Para formatos de vídeo 3GP (MPEG-4), WMV (Advanced Systems Format), AVI (DivX).[5][6] Algumas funções atualmente não disponíveis no aparelho na versão brasileira incluem: Execução de funções por voz e o Music Hub. A Samsung anunciou a atualização do Android do Galaxy S3 para o Jelly Bean em outubro de 2012.[7] O software brasileiro acompanha alguns aplicativos que não podem ser removidos sem ter acesso root.

## Vendas e recepção
O Galaxy S III foi considerado o melhor Smartphone do ano, sendo o mais vendido do ano de 2012.
A alta demanda fez com que houvesse falta de peças. "É simples: a demanda superou nossa expectativa, mas isso não quer dizer que nossa previsão era muito conservadora", afirmou a Samsung à Reuters.

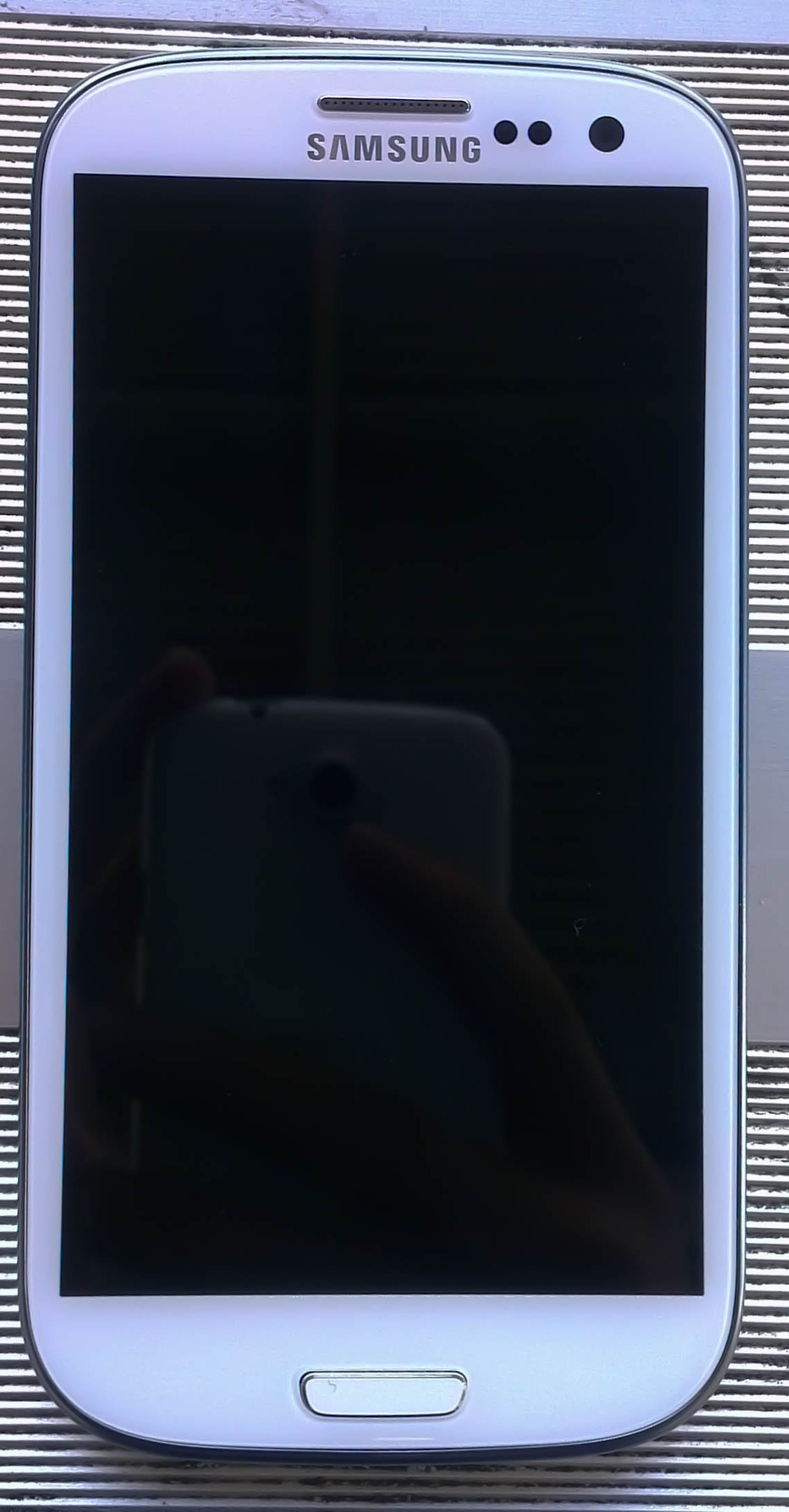
Parte da Frente do Samsung Galaxy S III GT-I9300
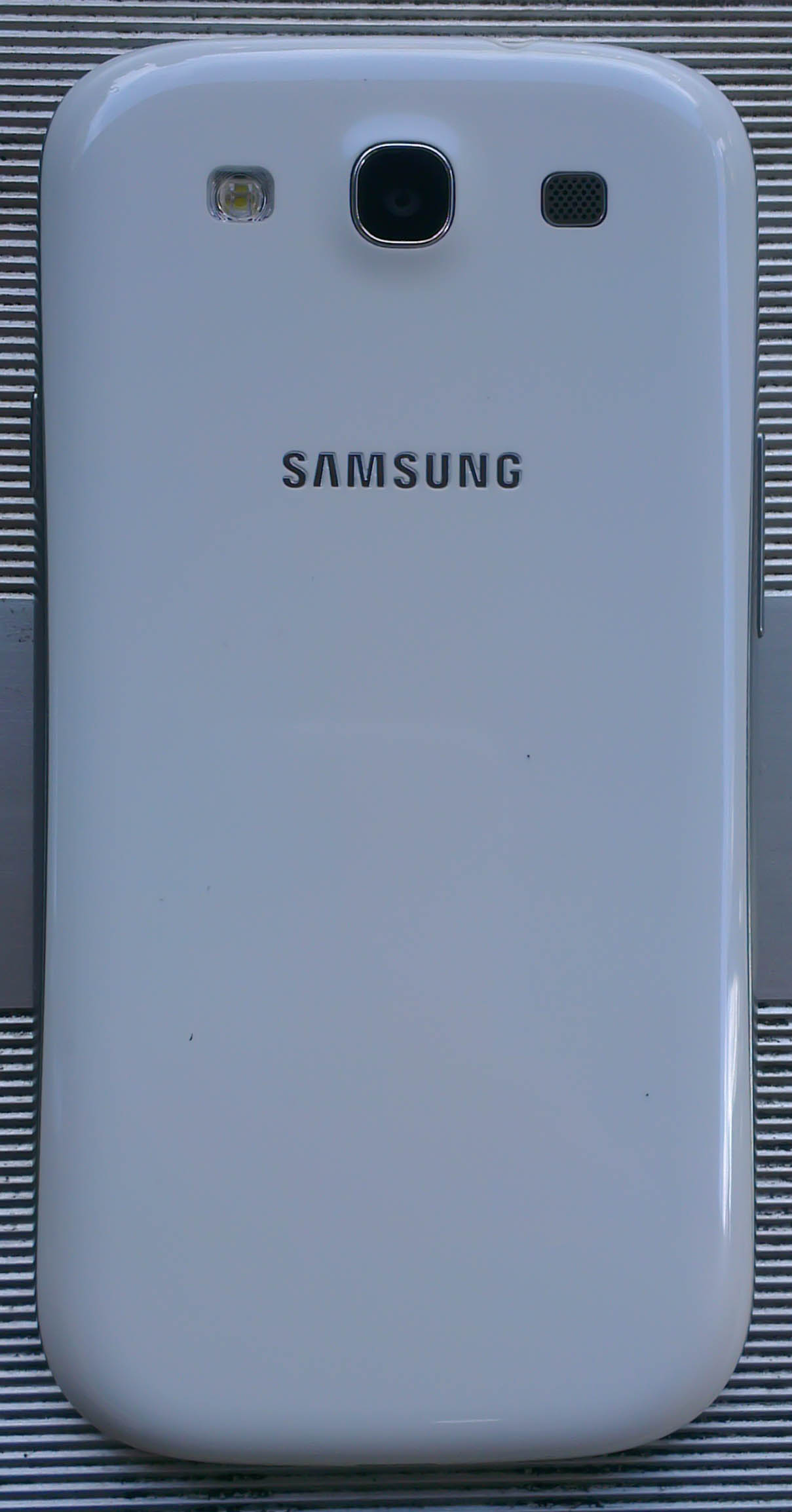
Parte de Trás do Samsung Galaxy S III GT-I9300
Logotipo do Galaxy S III

## Modelos variantes
| Modelos Comparação Tabela | GT-I9300                                                  | SGH-T999                                                        | SGH-I747                                                    | SC-06D                                                      | SCH-R530                                                    | SCH-R535                                                    | SPH-L710                                                    | GT-I9305                                                    |
| ------------------------- | --------------------------------------------------------- | --------------------------------------------------------------- | ----------------------------------------------------------- | ----------------------------------------------------------- | ----------------------------------------------------------- | ----------------------------------------------------------- | ----------------------------------------------------------- | ----------------------------------------------------------- |
| Países                    | Internacional                                             | Canadá, Estados Unidos                                          | Canadá, Estados Unidos                                      | Japão                                                       | Estados Unidos                                              | Estados Unidos                                              | Estados Unidos                                              | Internacional                                               |
| Portadores                | Internacional                                             | T-Mobile, Mobilicity, Wind, Videotron                           | Bell, Rogers, Telus, AT&T,SaskTel                           | NTT DoCoMo                                                  | U.S. Cellular                                               | Verizon                                                     | Sprint Nextel                                               | Internacional                                               |
| 2G                        | 850, 900, 1800, 1900 MHz GSM / GPRS / EDGE                | 850, 900, 1800, 1900 MHz GSM / GPRS / EDGE                      | 850, 900, 1800, 1900 MHz GSM / GPRS / EDGE                  | 850, 900, 1800, 1900 MHz GSM / GPRS / EDGE                  | 850, 1900 MHz CDMA                                          | 850, 1900 MHz CDMA                                          | 800, 850, 1900 MHz CDMA                                     | 850, 900, 1800, 1900                                        |
| 3G                        | 850, 900, 1900, 2100 MHz UMTS / HSPA+                     | 850, 1700 (AWS/Band IV), 1900, 2100 MHz UMTS / HSPA+ / DC-HSPA+ | 850, 1900, 2100 MHz UMTS / HSPA+                            | 800, 1700 (Band IX), 2100 MHz UMTS / HSPA+                  | CDMA2000 1xEV-DO Rev-A                                      | CDMA2000 1xEV-DO Rev-A                                      | CDMA2000 1xEV-DO Rev-A                                      | 850, 900, 2100                                              |
| 4G LTE                    | Não                                                       | Não                                                             | 700, 1700 (AWS) MHz                                         | 800 MHz                                                     | 700, 1700 (AWS) MHz                                         | 700 MHz                                                     | 1900 MHz                                                    | 800, 1800, 2600                                             |
| Máxima velocidade de rede | 21 Mbps HSPA+                                             | 42 Mbps DC-HSPA+                                                | 100 Mbps LTE                                                | 100 Mbps LTE                                                | 100 Mbps LTE                                                | 100 Mbps LTE                                                | 100 Mbps LTE                                                | 100 Mbps LTE                                                |
| Dimensões                 | 136.6 × 70.7 × 8.6 mm (5.38 × 2.78 × 0.34 in)             | 136.6 × 70.7 × 8.6 mm (5.38 × 2.78 × 0.34 in)                   | 136.6 × 70.7 × 8.6 mm (5.38 × 2.78 × 0.34 in)               | 136.6 × 70.7 × 8.6 mm (5.38 × 2.78 × 0.34 in)               | 136.6 × 70.7 × 8.6 mm (5.38 × 2.78 × 0.34 in)               | 136.6 × 70.7 × 8.6 mm (5.38 × 2.78 × 0.34 in)               | 136.6 × 70.7 × 8.6 mm (5.38 × 2.78 × 0.34 in)               | 136.6 x 70.6 x 8.6 mm                                       |
| Peso                      | 133 g (4.7 oz)                                            | 133 g (4.7 oz)                                                  | 133 g (4.7 oz)                                              | 133 g (4.7 oz)                                              | 133 g (4.7 oz)                                              | 133 g (4.7 oz)                                              | 133 g (4.7 oz)                                              | 131 g                                                       |
| Sistema Operacional       | Android 4.3 com TouchWiz "Nature UX" interface de usuário | Android 4.0.4 com TouchWiz "Nature UX" interface de usuário     | Android 4.0.4 com TouchWiz "Nature UX" interface de usuário | Android 4.0.4 com TouchWiz "Nature UX" interface de usuário | Android 4.0.4 com TouchWiz "Nature UX" interface de usuário | Android 4.0.4 com TouchWiz "Nature UX" interface de usuário | Android 4.0.4 com TouchWiz "Nature UX" interface de usuário | Android 4.1.1 com TouchWiz "Nature UX" interface de usuário |
| SoC                       | Samsung Exynos 4 Quad                                     | Qualcomm Snapdragon S4 MSM8960                                  | Qualcomm Snapdragon S4 MSM8960                              | Qualcomm Snapdragon S4 MSM8960                              | Qualcomm Snapdragon S4 MSM8960                              | Qualcomm Snapdragon S4 MSM8960                              | Qualcomm Snapdragon S4 MSM8960                              | Exynos 4412 Quad                                            |
| CPU                       | 1.4 GHz quad-core ARM Cortex-A9                           | 1.5 GHz dual-core Qualcomm Krait                                | 1.5 GHz dual-core Qualcomm Krait                            | 1.5 GHz dual-core Qualcomm Krait                            | 1.5 GHz dual-core Qualcomm Krait                            | 1.5 GHz dual-core Qualcomm Krait                            | 1.5 GHz dual-core Qualcomm Krait                            | 1.4 GHz quad-core ARM Cortex-A9                             |
| GPU                       | ARM Mali-400 MP4                                          | Qualcomm Adreno 225                                             | Qualcomm Adreno 225                                         | Qualcomm Adreno 225                                         | Qualcomm Adreno 225                                         | Qualcomm Adreno 225                                         | Qualcomm Adreno 225                                         | ARM Mali-400                                                |
| RAM                       | 1 GB                                                      | 2 GB                                                            | 2 GB                                                        | 2 GB                                                        | 2 GB                                                        | 2 GB                                                        | 2 GB                                                        | 2 GB                                                        |
| Memória                   | 16/32/64 GB                                               | 16/32 GB                                                        | 16 GB                                                       | 32 GB                                                       | 16/32 GB                                                    | 16/32 GB                                                    | 16/32 GB                                                    | 16/32/64 GB                                                 |